# Ивановка (Новохопёрский район)
Ивановка — деревня в Новохопёрском районе Воронежской области России.
Входит в состав городского поселения Новохопёрск, до ноября 2011 года входила в Русановское сельское поселение.

## Население
| 1859 | 2000 | 2010 |
| ---- | ---- | ---- |
| 361  | ↘39  | ↘13  |

## Уличная сеть
- ул. Заречная